# Château de Lalinde
Le château de Lalinde (appelé localement le château de la Bastide) est un château français implanté sur la commune de Lalinde dans le département de la Dordogne, en région Nouvelle-Aquitaine.

## Présentation

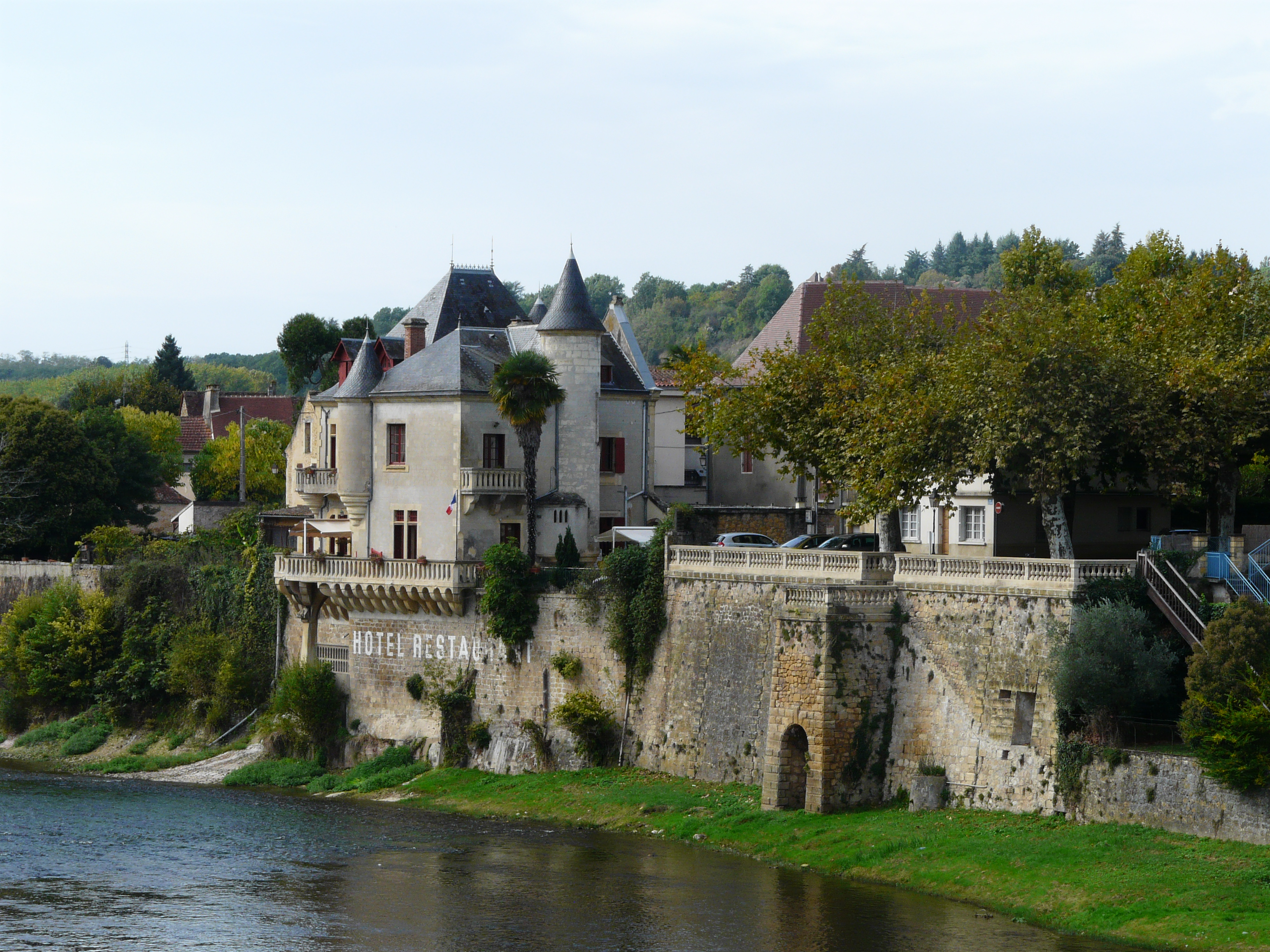
Le château au bord de la Dordogne

Le château de Lalinde se situe en Périgord pourpre, au sud du département de la Dordogne, au cœur de la bastide  de Lalinde.
C'est une propriété privée implantée en bordure de la Dordogne.

## Historique
Bâti au XIIIe siècle en surplomb de la Dordogne, le château était connu sous l'appellation Castrum de la Lynde.
Son donjon a servi de prison au XVIIIe siècle.
Rebâti au XIXe siècle, il a été transformé en hôtel-restaurant. C'est aujourd’hui une demeure privée.

## Architecture
Au-dessus des soubassements qui sont bordés par la Dordogne, ce modeste château a conservé deux tourelles d'angle médiévales, accolées à ce qui reste de l'ancien donjon.

## Galerie de photos

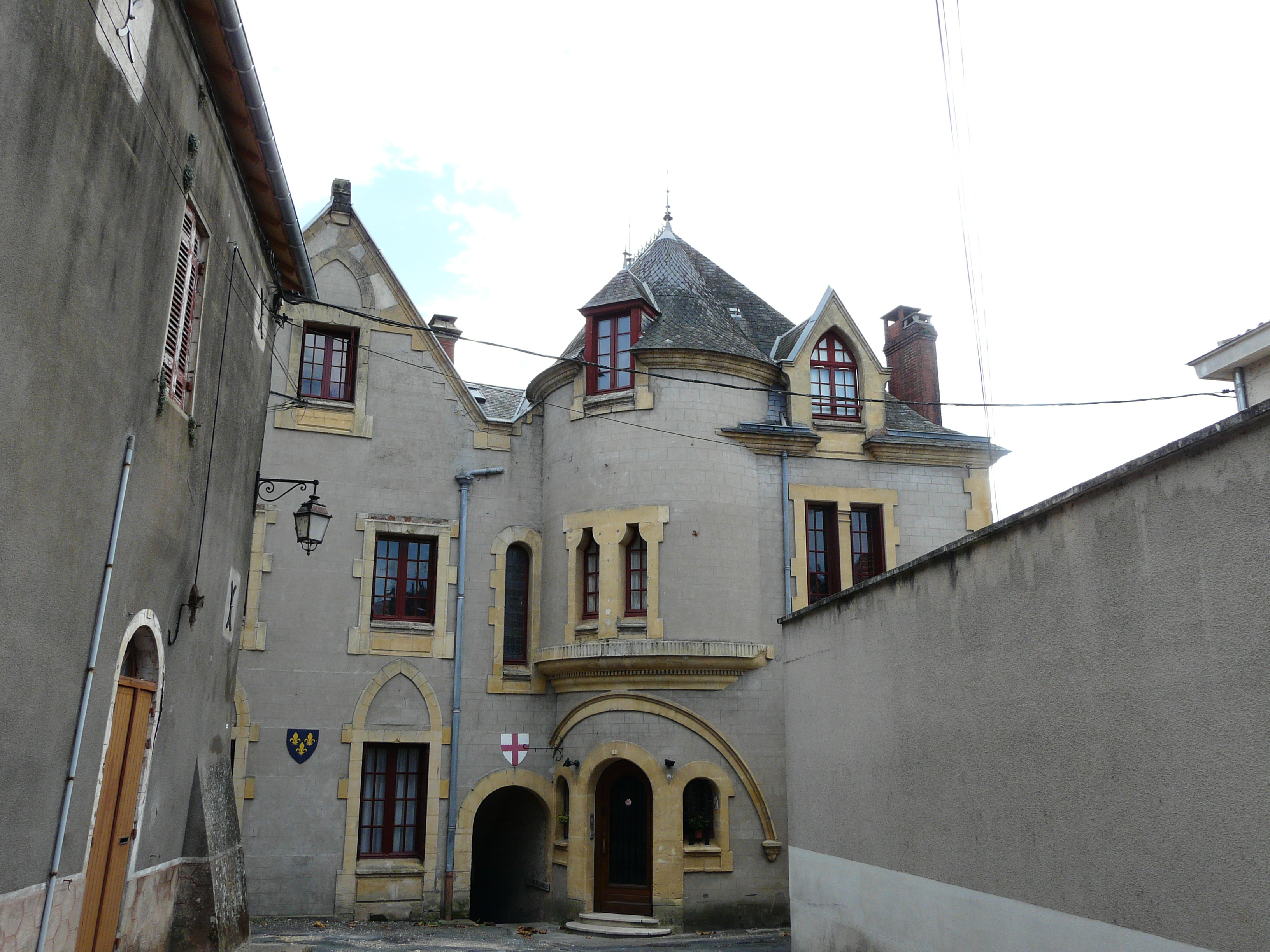
L'entrée du château, côté nord
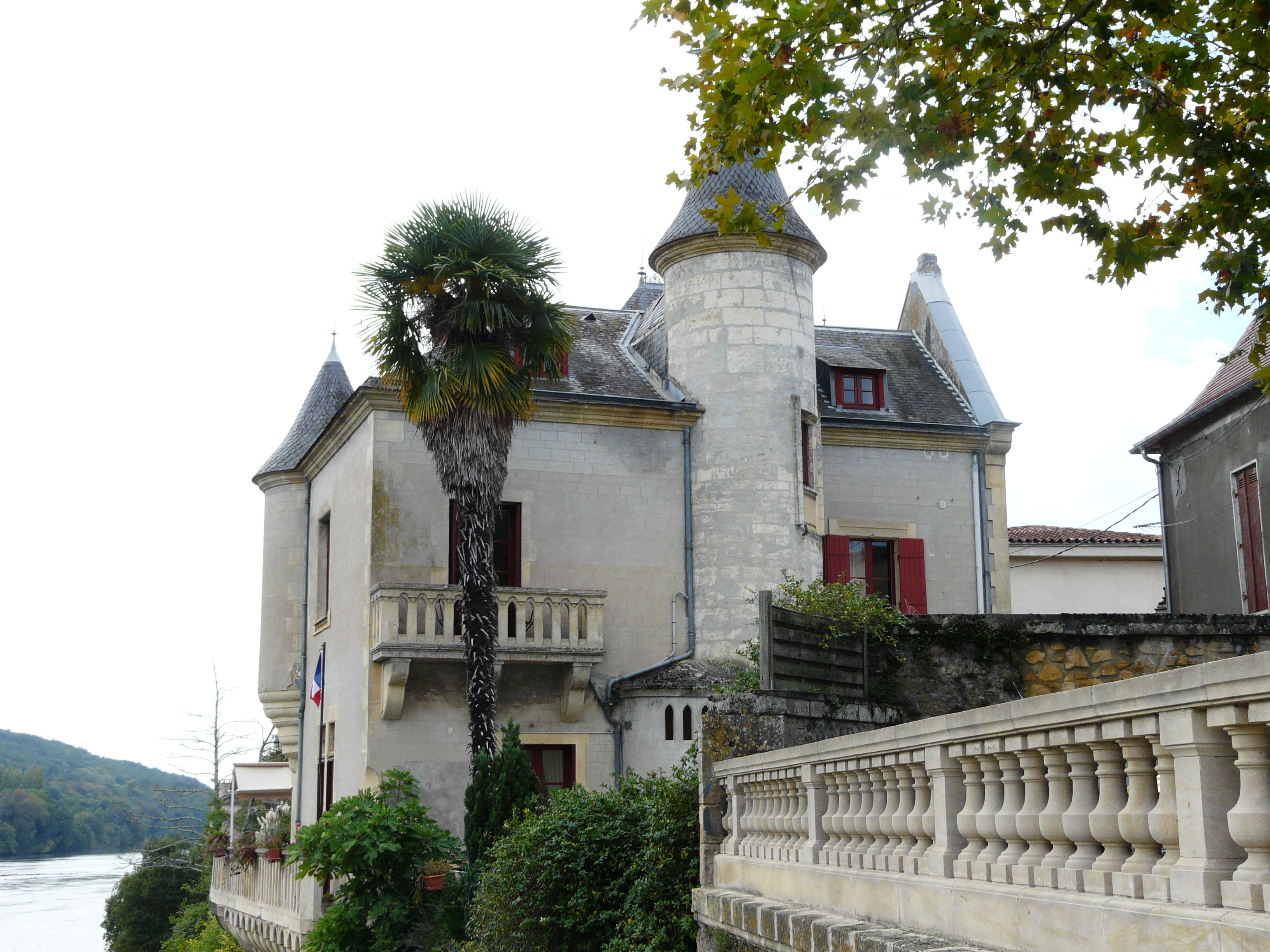
Le côté est du château
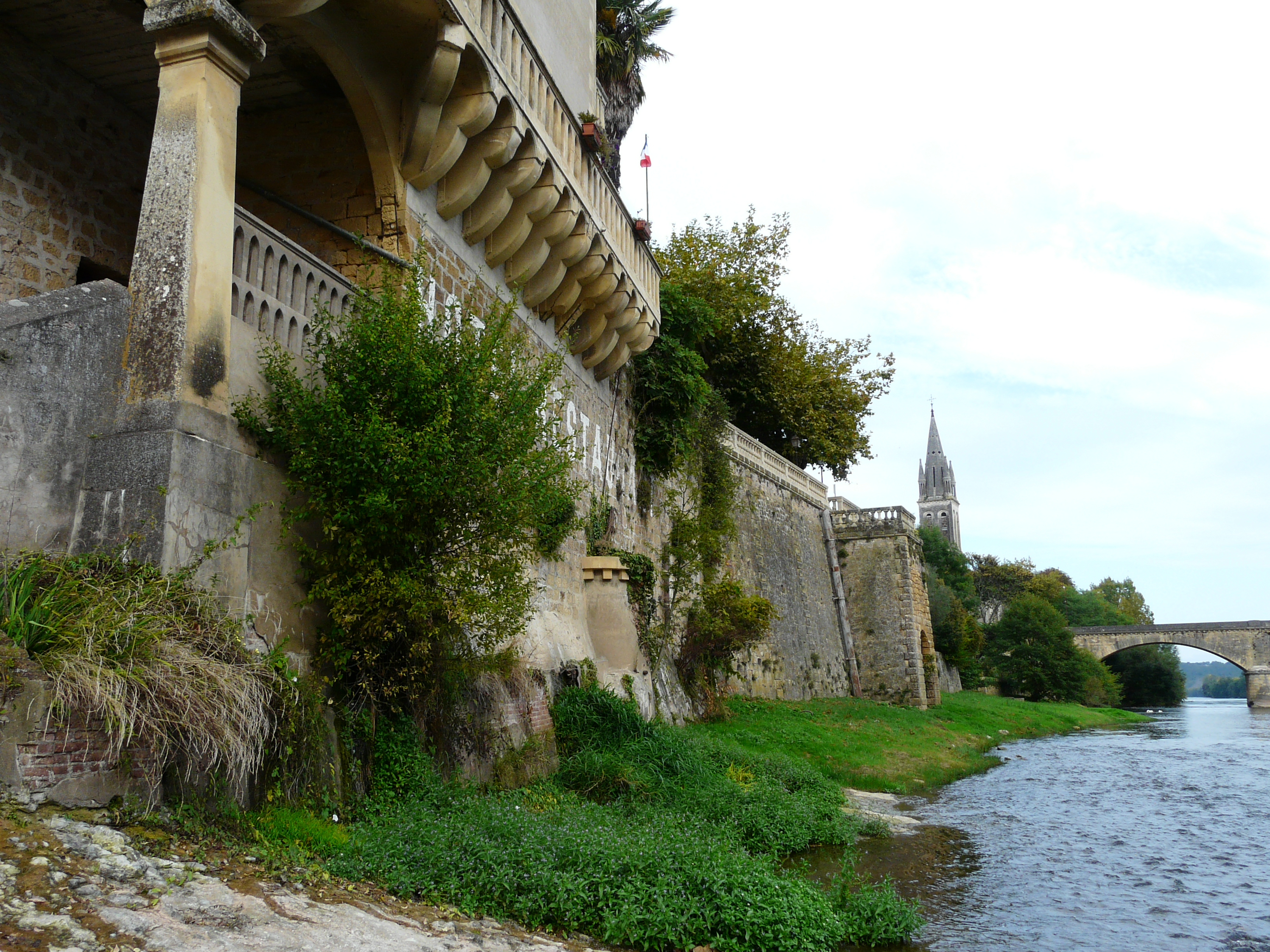
Les soubassements du château, vestiges des anciens remparts de la bastide de Lalinde